# Жаналык (Ескельдинский район)
Жаналык (каз. Жаңалық) — село в Ескельдинском районе Жетысуской области Казахстана. Входит в состав Алдабергеновского сельского округа. Находится примерно в 16 км к западу от посёлка Карабулак. Код КАТО — 196433200.

## Население
В 1999 году население села составляло 475 человек (244 мужчины и 231 женщина). По данным переписи 2009 года, в селе проживало 409 человек (201 мужчина и 208 женщин).